# Conquista japonesa de Birmania
La Campaña de Birmania en el frente del Sudeste Asiático de la Segunda Guerra Mundial tuvo lugar durante cuatro años desde 1942 hasta 1945. Durante el primer año de la campaña, el ejército japonés (con la ayuda de fuerzas tailandesas y de los insurgentes de Birmania) expulsó a la Mancomunidad de Naciones británica y a las fuerzas chinas de Birmania, y ocupó el país con la formación de un gobierno con una pequeña y superficial autoridad.

## Situación pre-bélica
Antes de que la Segunda Guerra Mundial estallara, Birmania era parte del Imperio Británico, después de haber sido progresivamente ocupada y anexionada luego de tres guerras anglo-birmanas en el siglo XIX. Inicialmente gobernada como parte de la India británica, Birmania se formó como una colonia separada bajo el Gobierno de la India con la Ley 1935.
Bajo el dominio británico, se había producido un importante desarrollo económico, pero la mayoría de las comunidades birmanas se agitaban cada vez más contra estos. Entre sus preocupaciones estaban la importación de trabajadores indios para proveer de la fuerza laboral que necesitarían muchas de las nuevas industrias dentro de Birmania, y el desgaste de la cultura tradicional agrícola, como la tierra que se usaría para las plantaciones de cultivos de exportación o que se hipotecarían a los prestamistas indios. La presión por la independencia fue en aumento, por lo que cuando Birmania fue atacada, los birmanos no estuvieron dispuestos a contribuir a la defensa de la clase dirigente británica, y muchos movimientos se aliaron al eje, algo que evidentemente ayudó a los japoneses, que apoyaban la independencia birmana.
Los planes británicos para la defensa de las posesiones en el Lejano Oriente involucraban la construcción de campos de aviación que unieran Singapur y Malasia con la India. Estos planes no se habían tenido en cuenta por el hecho de que Gran Bretaña también estaba en guerra con Alemania, y cuando Japón entró en la guerra, las fuerzas necesarias para defender estas posesiones no estaban disponibles. Birmania era considerada militarmente atrasada, y no era vista como objeto de amenaza para los japoneses.
El teniente general Thomas Hutton, quien era el comandante del Ejército de Birmania con cuarteles en Rangún, solo tenía la 17.ª División de Infantería de la India y la 1.ª División birmana para poder defender el país, aunque se esperaba la ayuda del gobierno nacionalista chino bajo el mando de Chiang Kai-shek. Durante la guerra, el ejército indio británico expandió más de doce veces sus fuerzas (200 000) desde tiempos de paz, pero a finales de 1941 esta expansión significó solo el precario entrenamiento y el mal equipamiento de sus unidades. En la mayoría de los casos, la capacitación y equipo de las unidades de la India en Birmania fueron recibidos por las operaciones de las campañas del Desierto Líbico o de la Frontera del Noroeste de la India. Los batallones de los rifles de Birmania, formaron la mayor parte de la división de Birmania que primero se habían planteado originalmente como tropas de seguridad internas, que hacían frente entre las comunidades minoritarias de Birmania, como los karen. También se expandieron rápidamente, por lo que la precariedad de equipos y entrenamiento persistieron principalmente en los nuevos reclutas.

### Causas japonesas
Japón entró en la guerra principalmente para obtener materias primas, especialmente petróleo de posesiones europeas (particularmente, neerlandesas) en el sudeste de Asia, que se defendían débilmente debido a la guerra en Europa. Sus planes de participar en un ataque a Birmania fueron en parte causados por sus propios recursos naturales (que incluían algunas reservas de petróleo provenientes de los campos de alrededor de Yenangyaung, también minerales como el cobalto y grandes excedentes de arroz), otra razón fue para proteger el flanco de ataque aliado contra Malaya y Singapur, y proporcionar una zona de amortiguación que protegiera los territorios que pretendían ocupar.
Un factor adicional fue la carretera de Birmania terminada en 1938, que unía Lashio al final de la línea férrea desde el puerto de Rangún con la provincia china de Yunnan. Este enlace estaba siendo utilizado y fue construido para trasladar ayuda y municiones a las fuerzas chinas nacionalistas de Chiang Kai-Shek, quien habían estado luchando contra los japoneses durante varios años. Los japoneses, naturalmente, querían cortar ese enlace logístico.

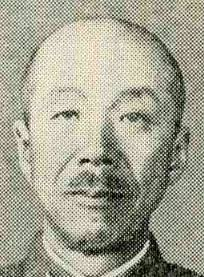
Teniente general Shojiro Iida

A la 15.ª compañía japonesa, comandada por el teniente general Shojiro Iida, se le asignó la misión de ocupar el norte de Tailandia, que había firmado un tratado de amistad con Japón el 21 de diciembre de 1941, y atacar el sur de Birmania, específicamente la provincia de Tenasserim a través de las colinas llamadas de la misma forma. El ejército contaba inicialmente con las divisiones 33.ª y 55.ª, pero a pesar de esto se vieron debilitados por varias semanas debido a otras operaciones.

## La captura de Rangún

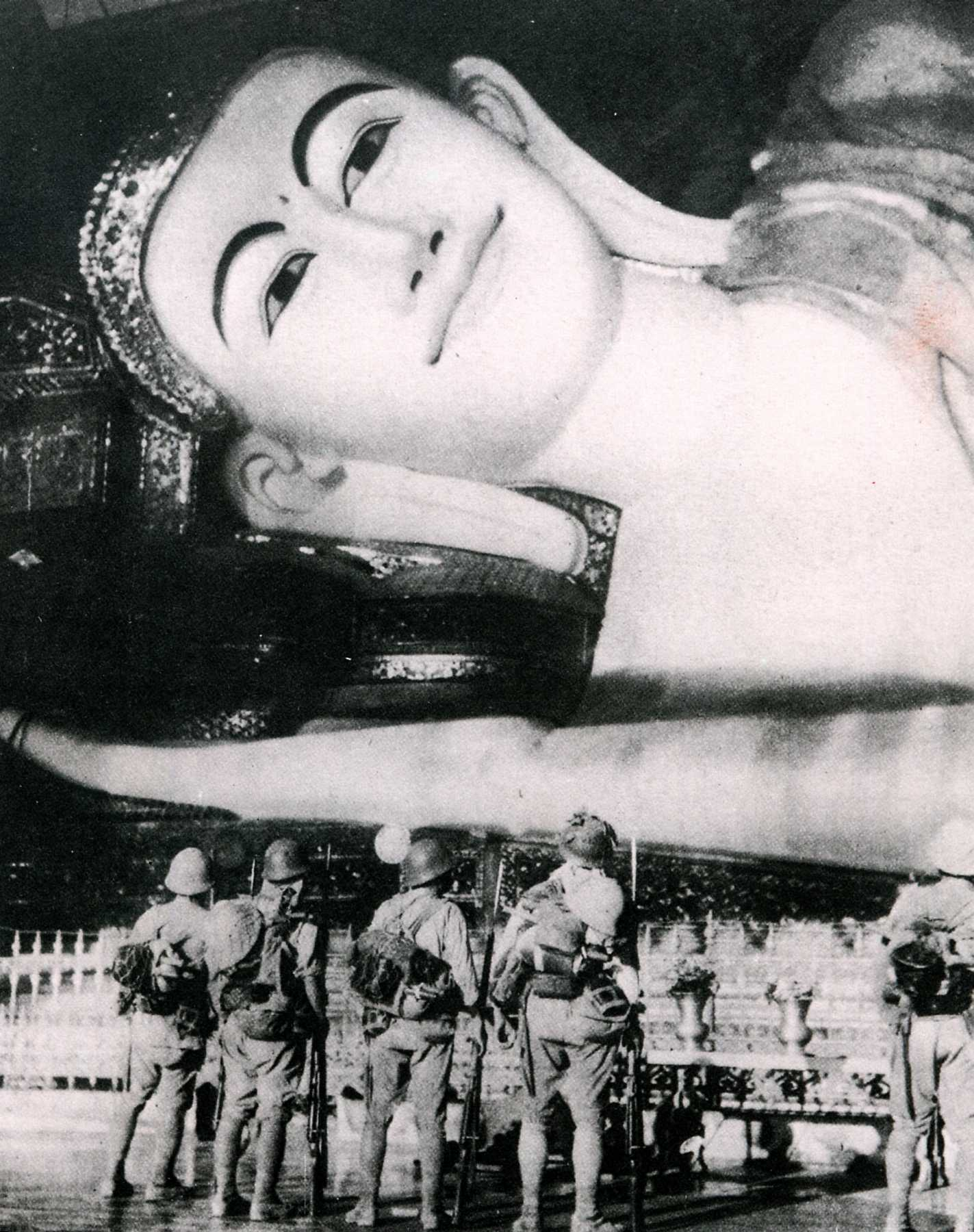
Tropas japonesas en Birmania

El primer ataque japonés fue a mediados de enero de 1942 contra Victoria Point, quizás el punto más meridional de Birmania, que no obtuvo mayor resultado. El segundo ataque fue un pequeño sondeo dirigido a una estación de policía en el sur de Tenasserim, que fue respondido. El regimiento japonés 143 de Infantería (de la 55.ª división) lanzó ataques por tierra a los aeródromos de Tavoy y Mergui en Tenasserim. Los aeropuertos eran difíciles de defender y reforzar, pero el cuartel general de Birmania recibió la orden de mantener aquellos puestos de avanzada, debido a la importancia de estos para la defensa de Malaya. Los japoneses se abrieron paso por la densa selva y atacaron Tavoy el 18 de enero. Los defensores, los batallones 3.º y 6.º de los Rifles de Birmania, se vieron desbordados y obligados a evacuar la ciudad, sumida en el caos. Mergui fue evacuada antes de que fuera atacada.
Rangún fue defendida al principio relativamente con éxito contra los ataques aéreos japoneses y tailandeses, por pequeños destacamentos reforzados por escuadrones del Grupo de Voluntarios Americano, más conocidos como los Flying Tigers (Tigres Voladores). La mayoría de los aeródromos estaban entre Rangún y el avance del Eje, por lo que los japoneses lograron usar de los aeródromos en Tenasserim, la posibilidad de advertir a los aeródromos de Rangún solo podía conseguir ataques reducidos y esto se hizo cada vez más insostenible.
El 22 de enero de 1942, el principal cuerpo de la 55.ª división japonesa comenzó el ataque hacia el oeste de Rahaeng en Tailandia a través del Paso Kawkareik. La 16.ª brigada de infantería india de la 17.ª división india que custodiaban este enfoque, se retiraron a toda prisa hacia el oeste. La división japonesa avanzó a Moulmein en la desembocadura del río Salween, que estaba guarnecida por la 2.ª brigada de infantería de Birmania. La posición era casi imposible de defender y el río Salween tenía cerca de 1,5 millas (2,4 km) de ancho. La 2.ª brigada de Birmania fue arrinconada en un perímetro cada vez más pequeño, y finalmente se retiró por el río en transbordador el 31 de enero, después de abandonar una gran cantidad de suministros y equipo. Parte de la fuerza se quedó en Moulmein y tuvo que nadar por el río.

### El puente de Sittang
La 17.ª División India retrocedió hacia el norte. Intentaron llevar a cabo en el río Bilin otras líneas de defensa, y así lo hicieron, pero había muy pocas tropas como para evitar ser flanqueadas continuamente. La división finalmente se retiró hacia el puente sobre el río Sittang durante el caos generalizado. La retirada se demoró por incidentes como el de un vehículo que a última hora rompería la cubierta del puente, por los ataques aéreos (incluyendo, al parecer, los ataques accidentales por la RAF y AVG) y el acoso japonés. Los retrasos permitieron a los japoneses infiltrarse en el puente mismo, y la defensa mal organizada del puente se encontró en peligro de derrumbarse. Temiendo que el puente quedara intacto y que los japoneses pudieran usarlo para avanzar a Rangún, el comandante de la división, el general John Smyth, ordenó que se dinamitara el puente en la mañana del 23 de febrero de 1942, con la mayor parte de la división en el lado enemigo.
Muchos de los hombres de la 17.ª división que quedaron atrapados en el lado japonés del río se abrieron paso a través de la orilla oeste, nadando o en balsas improvisadas, cosa que hizo que tuvieran que abandonar casi todo el equipo, incluyendo la mayoría de las armas pequeñas. Esa misma tarde llevó a algunos a cuestionar la decisión de volar el puente, con el argumento de que el propio río no ofrecía un obstáculo importante para los japoneses, y que más daño se había logrado a las fuerzas aliadas, ya que esto resultó con el varamiento de dos brigadas y retrasó la captura japonesa de Rangún por diez días como máximo.

### La caída de Rangún
Aunque el río Sittang, en teoría era una fuerte posición defensiva, el desastre del puente dejó a las fuerzas aliadas demasiado debilitas para sostenerlo. El mariscal de campo Archibald Wavell, comandante en jefe del Comando ABDA, sin embargo, ordenó que Rangún fuera tomada. Él estaba esperando refuerzos importantes del Medio Oriente, incluyendo una división de infantería australiana. Pero el 28 de febrero, fue formalmente relevado Hutton (que oficialmente ya había sido reemplazado en el mando por el general Harold Alexander), y al día siguiente se despidió Smyth, quien estaba muy enfermo.
Aunque el gobierno australiano se negara a permitir que sus tropas se comprometieran en Birmania, algunos refuerzos británicos e indios, entre ellos la 7.ª brigada británica blindada y la 63 brigada de infantería india, aterrizaron en Rangún. Harold Alexander ordenó contraataques contra los japoneses en Pegu, a 40 millas (64 km) del noreste de Rangún, pero pronto se daría cuenta de que no había ninguna esperanza de defender la ciudad. El 7 de marzo, el Ejército de Birmania evacuó Rangún después de la implementación del plan "scorched earth" (literalmente tierra arrasada en español) para negar a los japoneses el uso de sus instalaciones. El puerto fue destruido y la terminal petrolera fue volada. Por lo que mientras que los aliados salían de la ciudad, esta se consumía en llamas.
Los remanentes del ejército de Birmania ante el encierro que enfrentaban se retiraron hacia el norte de la ciudad, pero fracasaron atravesando la barricada en Taukkyan como resultado de un error por parte del comandante local japonés, ya que el coronel Takanobu Sakuma, al mando del 214 regimiento de infantería japonesa había recibido la orden de bloquear la principal carretera al norte de Rangún que daba a Prome. Mientras que el cuerpo principal de la 33.ª división daba vueltas alrededor de la ciudad para atacar desde el oeste, las tropas británicas e indias en retirada volvían nuevamente tratando de romper la barricada de Sakuma. Alexander ordenó otro ataque pero se encontró con que los japoneses se habían ido. Sin darse cuenta de que los británicos estaban evacuandoRangún, Sakuma había retirado las barricadas según lo ordenado una vez que la 33.ª división había llegado a su posición deseada. De no haberlo hecho así, los japoneses podrían haber capturado al general Alexander y gran parte del resto del ejército de Birmania.

## Avance japonés hacia la frontera India
Después de la caída de Rangún, los aliados trataron de formar una resistencia en Birmania central. Se esperaba que la Fuerza de Expedición China en Birmania, comandada por Luo Zhuoying y que consistía en las 5.ª, 6.ª y 66.ª Armadas pudieran mantener un frente al sur de Mandalay. Cada uno de los ejércitos chinos tenían aproximadamente la misma fuerza que una división británica, pero poco equipamiento comparativamente. Mientras tanto, los recién creados Cuerpos Birmanos, que habían sido formados para aliviar al Ejército Birmano de las responsabilidades del día a día, formarían la 1.ª División Birmana, la 17.ª División Indiana y la 7.ª Brigada Armada, defendiendo el valle del Río Irawadi. El abastecimiento no era un problema, ya que mucho material de guerra (incluyendo material originalmente destinado a China) había sido evacuado de Rangún; el arroz era abundante y los campos petrolíferos en Birmania central estaban todavía intactos. Pero no existían carreteras en buenas condiciones desde la India y solo la captura de Rangún permitiría que los Aliados ocuparan Birmania de manera indefinida.
Los Aliados esperaban que el avance japonés se ralentizara, pero sin embargo se aceleró. Los japoneses reforzaron sus dos divisiones en Birmania con otra transferida desde Malasia y otra enviada desde las Indias Orientales Neerlandesas tras la caída de Singapur y Java. También trasladaron un gran número de camiones y otros vehículos capturados a los británicos, que les permitieron mover suministros rápidamente utilizando la red de carreteras del sur de Birmania. También utilizaron columnas de infantería motorizada, particularmente contra las fuerzas chinas. El ala de la Royal Air Force operativa desde Magwe fue paralizada por la retirada del radar y las unidades de intercepción hacia la India, y los japoneses pronto ganaron la supremacía aérea. Flotas de bombarderos japoneses sin ningún tipo de oposición atacaron casi cada pueblo y ciudad en la parte aliada de Birmania, causando enorme destrucción y desconcierto. Los Aliados también estaban abrumados por la rápida expansión del Ejército Independiente Birmano, el largo número de refugiados (mayormente civiles indios) y la progresiva ruptura en el gobierno civil en las áreas que controlaban. Muchos de los soldados Bamar de los Rifles Birmanos también fueron desertando.
El comandante del Cuerpo Birmano, el teniente general William Slim, trató de preparar una contraofensiva en la parte oeste del frente, pero sus tropas fueron repetidamente flanqueadas y forzadas a volar en círculos. El Cuerpo fue gradualmente empujado dirección norte hacia Mandalay. La 1.ª División Birmana fue atrapada en los campos petrolíferos de Yenangyaung, que los Aliados demolieron para denegar el acceso a los japoneses. Aunque la división fue rescatada por la infantería china y tanques británicos en la Batalla de Yenangyaung, perdió casi todo su equipo y cohesión.
En la parte oriental del frente, en la Batalla de la Carretera Yunnan-Burma, la 200 División China atacó a los japoneses en los alrededores de Toungoo, pero tras su caída la carretera fue abierta para monitorizar tropas de la 56.ª División Japonesa para destruir el 6.º Ejército Chino al este del estado Karenni, y avanzar dirección norte a través del estado Shan para capturar Lashio, flanqueando las líneas de defensa de los Aliados y cortando los ejércitos chinos desde Yunnan. Con el colapso efectivo de la entera línea defensiva, había pocas opciones además de la retirada a la India o a Yunnan.

## La retirada de los Aliados

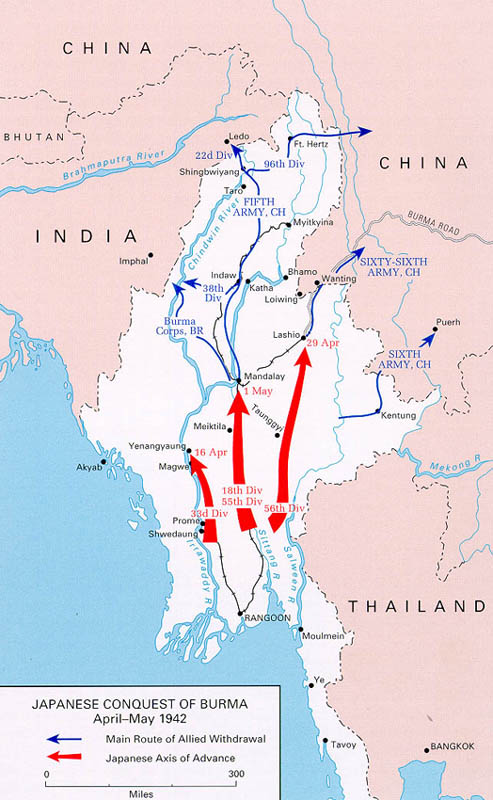
Avances japoneses en Birmania y retiradas de los aliados.

La retirada fue llevada a cabo en horribles circunstancias. Refugiados hambrientos, rezagados desorganizados, enfermos y heridos quedaban atrapados en las primitivas carreteras y caminos que conducían a la India. Los Cuerpos Burma se replegaron en Manipur, India. A un paso, Alexander propuso que la 7.ª Brigada Armada y una brigada de infantería acompañaran al ejército chino en Yunnan, pero fue persuadido de que la brigada armada se convertiría en inefectiva rápidamente al dejar la India. La mayor parte de la equipación que quedaba de los Cuerpos no pudo ser transportada a través del Río Chindwin y fue perdida en Kalewa, aunque las tropas escaparon a los intentos por parte de los japoneses de atraparlos en Shwegyin, al este del río. Los Cuerpos alcanzaron Imphal en Manipur justo antes de que el monzón estallara en mayo de 1942. Allí, se encontraron viviendo bajo el cielo abierto, bajo las lluvias torrenciales del monzón en circunstancias extremadamente insalubres. El ejército y las autoridades civiles en la India fueron muy lentas en responder a las necesidades de las tropas y los refugiados civiles.
El Gobierno Civil Británico de Birmania se retiró a Myitkyina, al norte de Birmania, acompañado de gran número de civiles británicos, anglo-indios e indios. El Gobernador (Reginald Dorman-Smith) y los civiles más influyentes fueron sacados del Aeropuerto de Myitkyina junto con algunos enfermos y heridos. La mayor parte de los refugiados fueron forzados a ir desde Myitkyina hasta la India vía el insalubre Valle Hukawng y las Montañas Patkai, pobladas de bosques. Muchos murieron en el camino, y cuando alcanzaron la India, se encontraron con muchas normativas de las autoridades civiles que permitían continuar a blancos y euroasiáticos, mientras que cortaban el paso a muchos indios, condenando a muchos de ellos a la muerte. Como contraste, muchos individuos de forma independiente, como plantadores de té, hicieron todo lo que pudieron por aportar ayuda.
El avance japonés también impidió el paso de muchas de las tropas chinas hacia China. Muchos de ellos también fueron a través de la ruta del Valle Hukawng, y subsistieron en gran parte gracias al saqueo, incrementando la miseria de los refugiados. La 38.ª División China sin embargo, comandada por Sun Li-jen, hizo su camino hacia el este a través del Chindwin, llegando a la India sustancialmente intactos, aunque con elevadas bajas. Los soldados chinos que fueron a la India fueron puestos bajo el mando del General americano Joseph Stilwell, quien hizo también el camino a la India a pie, y fueron concentrados en campos en Ramgarh en lo alto del valle del Río Brahmaputra. Tras recuperarse fueron re-equipados y entrenados por instructores americanos. Las tropas chinas restantes intentaron volver a Yunnan a través de bosques montañosos remotos y muchos murieron en el camino.
Las 18.ª y 56.ª División japonesas persiguieron a los chinos hasta Yunnan, pero se les ordenó parar en el Río Salween el 26 de abril. La 33.ª División japonesa sin embargo paró en el Chindwin a finales de mayo, terminando la campaña al final de las lluvias monzónicas. En la provincia costera de Rakáin, parte del Ejército Independiente Birmano alcanzó la Isla Akyab antes que las tropas japonesas. Sin embargo, también instigaron los disturbios entre las poblaciones budistas y musulmanas de la provincia. El avance japonés terminó justo en el sur de la frontera India, empujando al ejército británico y a las autoridades civiles a colocarse dentro y alrededor de Chittagong para implementar una "táctica de tierra quemada", lo que dio lugar a la Hambruna de Bengala de 1943.

## El ejército tailandés entra en Birmania
En concordancia con la alianza militar tailandesa con Japón, que fue firmada el 21 de diciembre de 1941, el Ejército Phayap tailandés cruzó las fronteras del estado Shan el 10 de mayo de 1942. El límite entre las operaciones japonesas y tailandesas era generalmente Salween. Sin embargo, el área sur del estado Shan conocida como Estados Karenni fue específicamente controlada por Japón.
Tres tropas de infantería tailandesa y una división de caballería dirigieron el ataque llevado a cabo por grupos de reconocimiento armados, y apoyados por las Fuerzas Aéreas, comprometida la retirada de la 93.ª División china. Kengtung, el principal objetivo, fue capturado el 27 de mayo. Renovadas ofensivas en junio y en noviembre llevaron a los chinos de vuelta a Yunnan.